# Euphoriomyces bilateralis
Euphoriomyces bilateralis är en svampart som beskrevs av Thaxt. 1931. Euphoriomyces bilateralis ingår i släktet Euphoriomyces och familjen Laboulbeniaceae.   Inga underarter finns listade i Catalogue of Life.